# Pekár Adrienn
Pekár Adrienn (Budapest, 1996. október 23. –) magyar szinkronszínésznő, modell.
Modelliskolát is végzett. Gyermekkora óta szinkronizál. A Zsenipalánták című vígjátékban Olive Doyle-ot, Az eb és a webben Avary Janningset, a Bori című animációs sorozatban Borit, a Bleach animében Kuszadzsisi Jacsirut szinkronizálta.

## Szinkronszerepei

### Filmek
| Cím                                         | Szereplő              | Színész              |
| ------------------------------------------- | --------------------- | -------------------- |
| Álmok otthona                               | Chloe Patterson       | Rachel G. Fox        |
| Az árva                                     | Esther                | Isabelle Fuhrman     |
| Bűbáj                                       | Morgan Philip         | Rachel Covey         |
| Candy                                       | Janey                 | Maddi Newling        |
| Csillagainkban a hiba                       | Hazel Grace Lancaster | Shailene Woodley     |
| Démoni doboz                                | Emily "Em" Brenek     | Natasha Calis        |
| Dinoszauruszok, a Föld urai                 | Jade                  | Angourie Rice        |
| Doktor Zsivágó                              | Kis Tonya             | Daniella Byrne       |
| A dögös és a dög                            | Cristabel Abbott      | Karley Scott Collins |
| Az esemény                                  | Jess                  | Ashlyn Sanchez       |
| A Kaptár 3. – Teljes pusztulás              | Fehér Királynő        | Madeline Carroll     |
| Kémkölykök 4D: A világ minden ideje         | Rebecca Wilson        | Rowan Blanchard      |
| Nyárutó                                     | ?                     | ?                    |
| Sikoly                                      | Amber Freeman         | Mikey Madison        |
| Szkafander és pillangó                      | Hortense              | Talina Boyaci        |
| Vakáció                                     | Adena                 | Catherine Missal     |
| Rendes fickók                               | Holly March           | Angourie Rice        |
| Egy ropi naplója                            | Holly Hills           | Peyton List          |
| Reszkessetek, betörők! 5.Testvérek akcióban | Alexis Baxter         | Jodelle Ferland      |
| Instad család                               | Lizzy                 | Isabela Moner        |
| Transfomers az utolsó lovag                 | Izabella              | Isabela Moner        |
| Éretlenségi                                 | Molly Davidson        | Beanie Feldstein     |
| Látogatás                                   | Rebecca Jamison       | Olivia DeJonge       |

### Sorozatok
| Cím                                              | Szereplő                      | Színész                 |
| ------------------------------------------------ | ----------------------------- | ----------------------- |
| Alaska nyomában                                  | Alaska Young                  | Kristine Froseth        |
| Alex és bandája                                  | Emma Ferrari                  | Beatrice Vendramin      |
| Amerikai Horror Story                            | Violet Harmon                 | Taissa Farmiga          |
| Amika                                            | Julie Zanders                 | Laurien Poelemans       |
| Big Time Rush                                    | Katie Knight                  | Ciara Bravo             |
| Bizaardvark                                      | Amelia Duckworth              | DeVore Ledridge         |
| BOSZI Akadémia                                   | Ruby Webber                   | Kennedy Lea Slocum      |
| A búra alatt                                     | Elinore "Norrie" Calvert-Hill | Mackenzie Lintz         |
| Shannara – A jövő krónikája                      | Eretria                       | Ivana Baquero           |
| A csábítás földjén                               | Teresa «Teresita» Granados    | Evelin Ximena           |
| Dallas                                           | Emma Brown                    | Emma Bell               |
| Egy videójátékos majdnem mindenre jó kézikönyve  | Ashley                        | Sophie Reynolds         |
| Kikiwaka tábor                                   | Emma Ross                     | Peyton List             |
| Ki vagy, doki? (A kihalt könyvtár/Holtak erdeje) | Charlotte                     | Eve Newton              |
| Ki vagy, doki? (Ruby Sunday Legendája)           | Ruby Sunday                   | Millie Gibson           |
| A szultána                                       | Ayşe szultána                 | Sude Zulal Güler        |
| Az eb és a web                                   | Avery Jennings                | G. Hannelius            |
| Az én kis szörnyeim                              | Angela Carlson                | ?                       |
| Fiúkkal az élet                                  | Tess Foster                   | Torri Webster           |
| Géniusz                                          | Mileva Marič (a fiatal)       | Nikki Hahn              |
| Gofri, a csodakutya                              | Evie                          | Tahliya Lowles          |
| Harcra fel!                                      | Kim Crawford                  | Olivia Holt             |
| Hello, West Hill gimi!                           | Laney Nielsen                 | Ana Golja               |
| Internátus                                       | Paula Novoa Pazos             | Carlota García          |
| Jessie (3. évad)                                 | Emma Ross                     | Peyton List             |
| Lalola                                           | Melisa Canavaro               | Bruna Castro            |
| Liv és Maddie                                    | Ocean                         | Cozi Zuehlsdorff        |
| Modern család                                    | Hayley Dunphy                 | Sarah Hyland            |
| Nem én voltam!                                   | Lindy Watson                  | Olivia Holt             |
| Öribarik                                         | Marci                         | Madison Hu              |
| Az örökség                                       | Lucía Beltrán                 | Alejandra Álvarez       |
| Összetört szívek                                 | Müge Sancakzade               | Naz Sayıner             |
| A palota ékköve                                  | Dzsanggüm                     | Csho Dzsong Un          |
| Riley a nagyvilágban                             | Maya Hart                     | Sabrina Carpenter       |
| A semmi közepén                                  | Sue Heck                      | Eden Sher               |
| Szörfsuli (3. évad)                              | Cassie Cometti                | Rebecca Breeds          |
| The Avatars                                      | Lexy                          | Gabrielle Carrubba      |
| The Lodge                                        | Danielle                      | Bethan Wright           |
| Több mint testőr                                 | Génesis Arroyo                | Briggitte Bozzo         |
| Trónok harca                                     | Arya Stark                    | Maisie Williams         |
| Zsenipalánták                                    | Olive Doyle                   | Sierra McCormick        |
| Soy Luna                                         | Jazmín Gorjesi                | Katja Martínez          |
| Szulejmán                                        | Nazlı Hatun                   |                         |
| Született feleségek                              | Celia Solis                   | Daniella Baltodano      |
| Szünidei napló                                   | Karine Kramer                 | Michaela Elkin          |
| Álmodj velem!                                    | Jenny Paola Leal              | Roberta Damián          |
| Hunter Street                                    | Tess Hunter                   | MeaMea Renfrow          |
| Sorsok útvesztője                                | Müge Atahan                   | Bahar Şahin             |
| Feriha                                           | Hande Gezgin                  | Ceyda Ateş              |
| Shameless – Szégyentelenek                       | Debbie Gallagher              | Emma Kenney             |
| A szultána                                       | Ayşe szultána                 | Sude Zulal Güler        |
| Végtelen szerelem                                | tinédzser Asu Kozcuoğlu       | ?                       |
| A hegyi doktor – Újra rendel                     | Lilli Gruber                  | Ronja Forcher           |
| Kegyetlen város                                  | Ceren Karaçay                 | Bahar Şahin             |
| A menedék                                        | Mika                          | Hanna Binke             |
| Meryem                                           | Naz Sargun                    | Beste Kanar/Özge Özacar |
| Az örökség ára                                   | Zuhal                         | Hilal Yıldız            |
| Jentry Chau az alvilág ellen                     | Jentry                        | Ali Wong                |
| Pantheon                                         | Madison "Maddie" Kim          | Katie Chang             |
| Eufória                                          | Lexi Howard                   | Maude Apatow            |

### Animációs filmek
| Cím                                 | Szereplő           |
| ----------------------------------- | ------------------ |
| A mentőcsapat                       | Penny              |
| Csillagkutyák                       | Polgármester lánya |
| Csingiling                          | Wendy Darling      |
| Gondos bocsok 2. (2. szereposztás)  | Dawn               |
| Lilo és Stitch 2. – Csillagkutyabaj | Mertle Edmonds     |
| Kertitörpe-kommandó                 | Brittany           |
| Babi kávézója                       | Pipacs             |

### Animációs sorozatok
| Cím                                                 |  | Szereplő                                                  |
| --------------------------------------------------- |  | --------------------------------------------------------- |
| A Sárkány Herceg                                    |  | Rayla                                                     |
| A Lármás család                                     |  | Lynn (1. évad, 1.-12. rész), Lori (1. évad, 13. rész óta) |
| Angelo rulez                                        |  | Lola                                                      |
| Arthur                                              |  | Emily                                                     |
| Basketeers – A kosárcsapat                          |  | Stella                                                    |
| Bori                                                |  | Bori                                                      |
| Gézengúz hiúz                                       |  | Marilyn Piquel                                            |
| Go Jetters                                          |  | Tala                                                      |
| Heidi                                               |  | Heidi                                                     |
| Az icipici óriás                                    |  | Betty                                                     |
| League of Legends                                   |  | Zoe                                                       |
| Léna farmja                                         |  | Weena                                                     |
| Lilli, a kis boszorkány                             |  | Lilli (3. évad)                                           |
| Locsi-fecsi Márta                                   |  | ?                                                         |
| Madeline új kalandjai                               |  | ?                                                         |
| Marsupilami                                         |  | Sarah                                                     |
| A Mancs őrjárat                                     |  | Skye                                                      |
| Steven Universe                                     |  | Ametiszt                                                  |
| Superbook                                           |  | Joy                                                       |
| Az Oroszlán őrség                                   |  | Zuri                                                      |
| Utódok: Komisz világ                                |  | CJ                                                        |
| Transformers: Prime                                 |  | Miko Nakadai                                              |
| Ütős hatos                                          |  | ?                                                         |
| Vigyázz, kész, rajz!                                |  | a lányok egyik tagja                                      |
| Miraculous – Katicabogár és Fekete Macska kalandjai |  | Marinette / Katicabogár                                   |
| Monster High                                        |  | Peri Serpentine                                           |
| Rick és Morty                                       |  | Summer Smith                                              |
| Ready Jet Go!                                       |  | Sydney                                                    |
| Slugterra                                           |  | Trixie Sting                                              |
| Sonic Boom                                          |  | Zooey                                                     |
| GhostForce                                          |  | Miss Jones                                                |
| Power Players                                       |  | Zoé                                                       |
| Szilaj szabadon száguldó                            |  | Lucky Prescott                                            |
| Szipi és Szuper                                     |  | Toot / Pukiű                                              |

### Anime
| Cím                                                     | Szereplő                                        |
| A Kaptár – Bioterror                                    | Rani Chawla                                     |
| Afro szamuráj                                           | Ocuru (gyerek)                                  |
| Afro szamuráj: Feltámadás                               | Sio (fiatal)                                    |
| Bakugan                                                 | Paige                                           |
| Bleach                                                  | Kuszadzsisi Jacsiru, Sibato                     |
| Bleach: Elveszett emlékek                               | Kuszadzsisi Jacsiru                             |
| Blood+                                                  | további magyar hang                             |
| Chrono Crusade                                          | Florette „Fiore” Harvenheit (1. hang)           |
| Conan, a detektív                                       | Josida Ajumi                                    |
| Conan, a detektív, a mozifilm – Bomba a felhőkarcolóban | Josida Ajumi                                    |
| D.Gray-man                                              | kislány (28. ep.)                               |
| Fullmetal Alchemist – A bölcsek kövének nyomában        | további magyar hang                             |
| InuYasha, a film 4. – A vörösen lángoló Haurai sziget   | Ai                                              |
| Kilari                                                  | Mizuki Hikaru                                   |
| Laputa – Az égi palota                                  | Sheeta                                          |
| Méz és lóhere                                           | további magyar hang                             |
| Monte Cristo grófja                                     | Eugénie de Danglars (gyerek), kislány (24. ep.) |
| Nodame Cantabile                                        | Riona                                           |
| Trinity Blood – Vér és kereszt                          | Elise Wasmeyer                                  |
| Vasember                                                | Aki                                             |
| WataMote                                                | Kí                                              |
| Hősakadémia                                             | Uraraka Ochako                                  |
| Elfen Lied                                              | Nana                                            |
| Pokémon                                                 | Chloe                                           |
| Yu-Gi-Oh Zexal                                          | Tori                                            |
| Dragon Ball                                             | Pan                                             |
| Star Wars: Látomások                                    | Lop                                             |